# Vorwerk (Niedersachsen)
Vorwerk ist eine Gemeinde in der Samtgemeinde Tarmstedt im Landkreis Rotenburg (Wümme) in Niedersachsen. Sie besteht aus den drei Ortsteilen Vorwerk, Buchholz und Dipshorn, die bis zur Eingemeindung eigenständige Kommunen waren. 

## Geografie
Die Gemeinde im Elbe-Weser-Dreieck befindet sich im Westen des Landkreises Rotenburg (Wümme) an der Grenze zu den Landkreisen Osterholz (Nordwesten) und Verden (Südwesten). Die Kreisstadt Rotenburg (Wümme) liegt ostsüdöstlich, westsüdwestlich befindet sich Bremen.
Vom Nordosten kommend verläuft die Bundesautobahn 1 südöstlich der Gemeindegrenze nach Südwesten, wo sie am Bremer Kreuz auf die Bundesautobahn 27 trifft.

## Eingemeindungen
Am 1. März 1974 wurden die Gemeinden Buchholz und Dipshorn eingegliedert.

## Politik

### Gemeinderat
Der Rat der Gemeinde Vorwerk besteht aus elf Ratsfrauen und Ratsherren. Dies ist die festgelegte Anzahl für die Mitgliedsgemeinde einer Samtgemeinde mit einer Einwohnerzahl zwischen 1.001 und 2.000 Einwohnern. Die Ratsmitglieder werden durch eine Kommunalwahl für jeweils fünf Jahre gewählt. Die aktuelle Amtszeit begann am 1. November 2021 und endet am 31. Oktober 2026.
Die letzten Gemeinderatswahlen ergaben folgende Sitzverteilung:
| Partei      | 2021 | 2016 |
| ----------- | ---- | ---- |
| WG Buchholz | 5    | 5    |
| WG Vorwerk  | 4    | 4    |
| WG Dipshorn | 2    | 2    |

### Bürgermeister
Der Gemeinderat wählte das Gemeinderatsmitglied Jens Frömmrich (WG Buchholz) zum ehrenamtlichen Bürgermeister für die aktuelle Wahlperiode. Er löst Thomas Müller (WG Vorwerk) ab, der seit 2011 im Amt war. Dessen Amtsvorgänger Ernst-August Seeger aus dem Ortsteil Dipshorn war Bürgermeister seit 1996. Wiederum dessen Vorgänger Hinrich Warjes war von 1948 bis 1972 Bürgermeister der damals selbständigen Gemeinde Dipshorn und anschließend von 1972 bis 1996 der Gemeinde Vorwerk und damit einer der am längsten amtierenden Gemeindeoberhäupter Deutschlands.

## Sehenswürdigkeiten

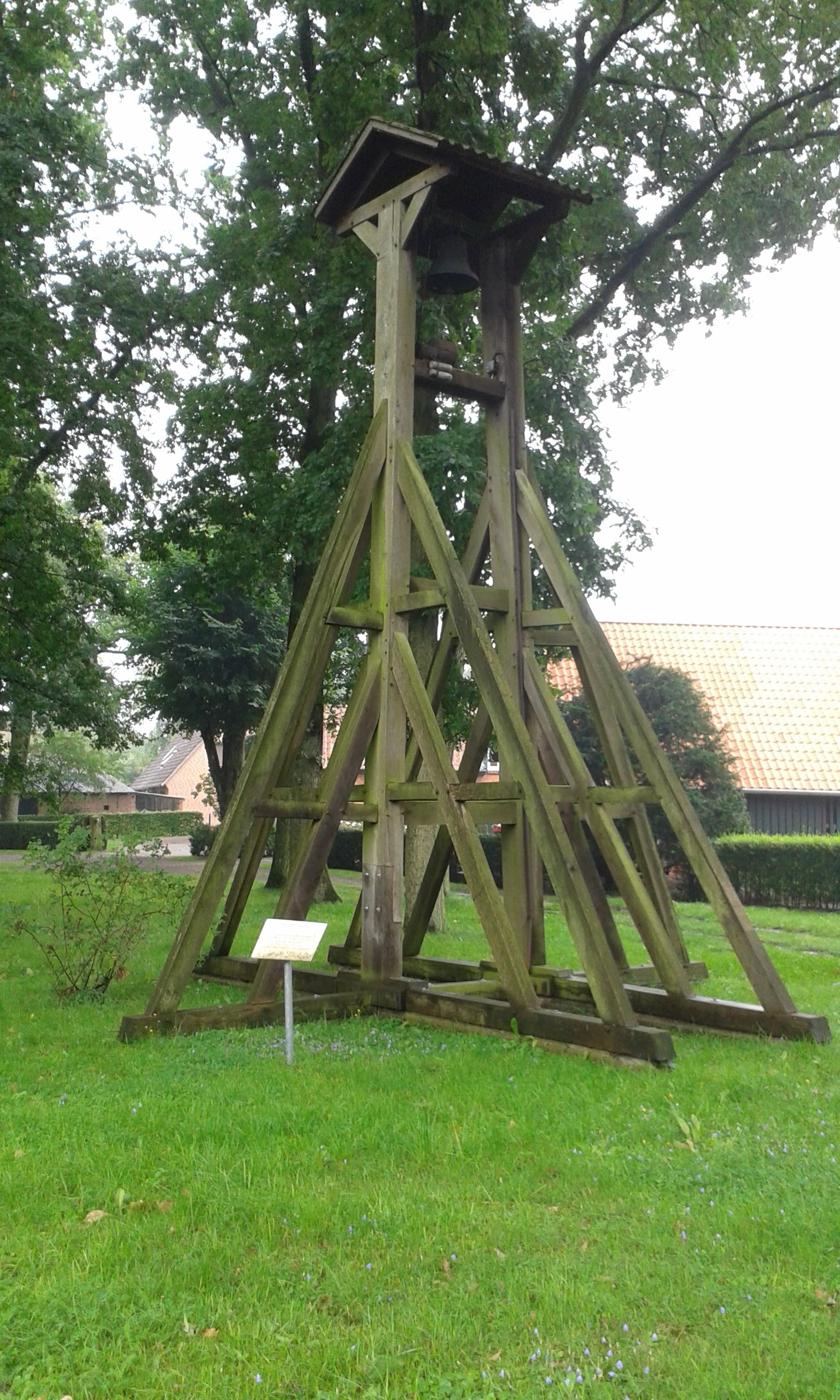
Der Glockenstuhl (neu errichtet 1976) in der Ortsmitte von Vorwerk

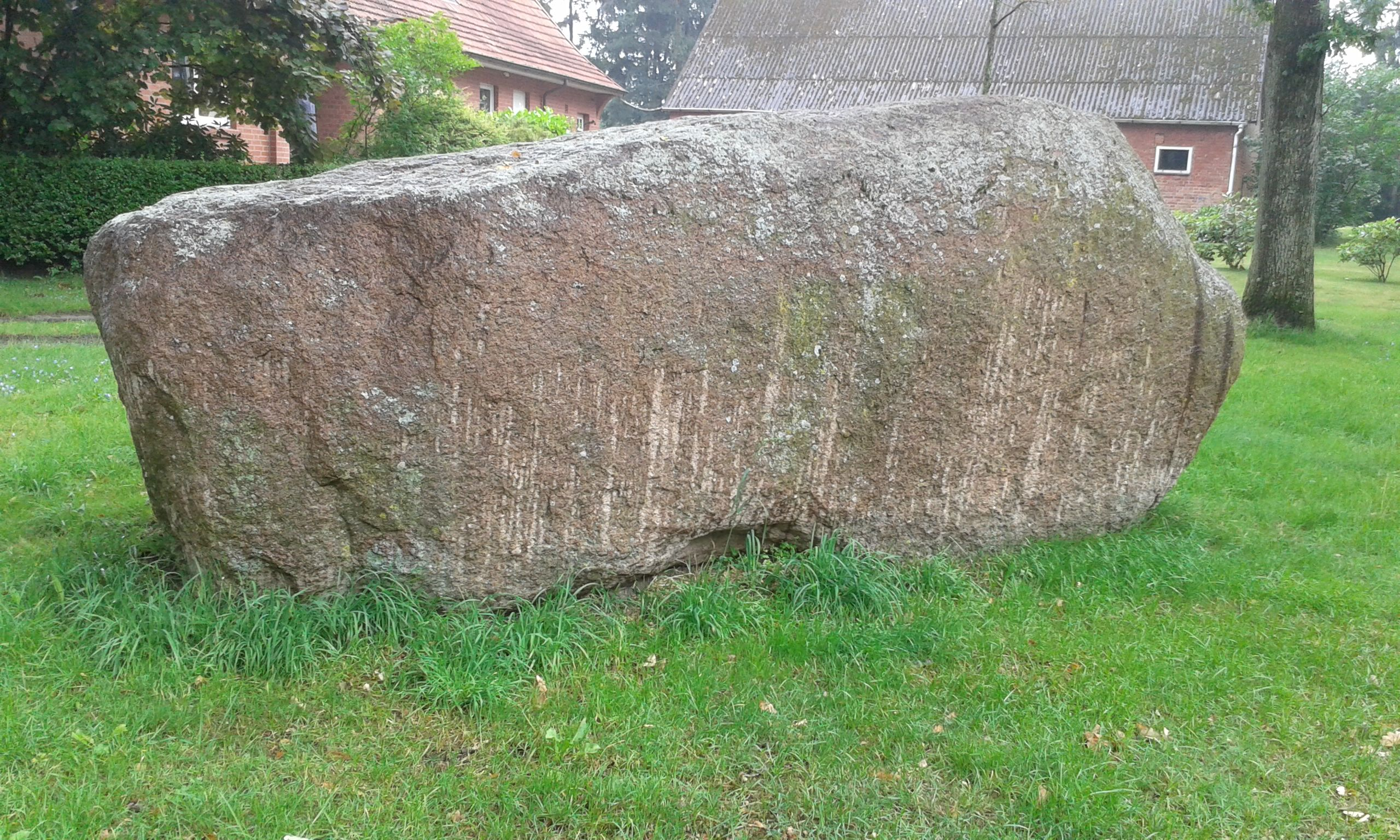
Der Findling in der Ortsmitte von Vorwerk neben dem Glockenstuhl

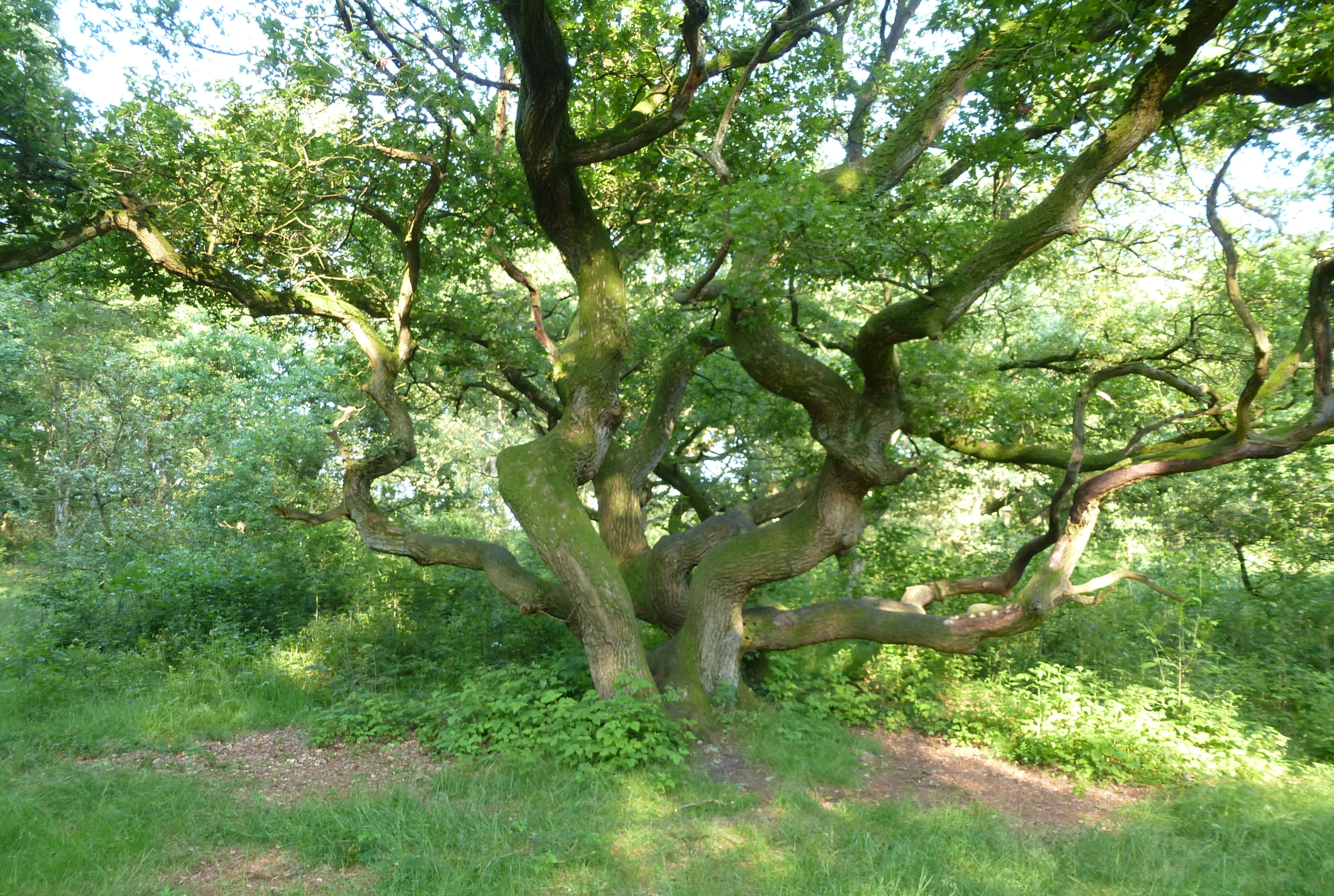
Kratteiche am Holzberg nahe Buchholz und Vorwerk

- Glockenstuhl in der Mitte des Ortes
- Findling (Vorwerk): Der Vorwerker Steinriese ist ein  Granitstein-Findling, welcher sich neben dem Glockenstuhl befindet; er misst etwa 4 m × 2 m × 1,5 m und wiegt zwischen 31 und 33 Tonnen. Die Zusammensetzung der Mineralien zeigt, dass der Stein vom Vångaberg stammt, welcher in der Nähe der kleinen Ortschaft Vånga bei Kristianstad im Skåne län, Schweden liegt. Er wurde während der Saale-Kaltzeit von den Eismassen mitgetragen und in einer Moräne abgelagert und mit Sand bedeckt. Bei Pflugarbeiten wurde er schließlich entdeckt. Da er dort im Acker nicht verbleiben konnte, wurde er mit Genehmigung der Kreisarchäologie in die Ortsmitte transportiert.
- Ilexhain (Buchholz): In Buchholz befindet sich ein großer Ilexhain, der etwa 30 Bäume umfasst.
- Kratteichen (Buchholz): An dem malerischen Holzberg stehen die berühmten Kratteichen.

## Söhne und Töchter der Gemeinde
- Leander Modersohn (* 1980), deutscher Schauspieler
- Fero Andersen (* 1982), Moderator der Sendung Schau dich schlau
- Nela Schmitz (* 1985), deutsche Schauspielerin
- Sebastian Schneider (* 1991), deutscher Schauspieler